# Stora Vardøyna
Stora Vardøyna est une île norvégienne dans le landskap Sunnhordland du comté de Vestland. Elle appartient administrativement à Øygarden.

## Géographie
Rocheuse et couverte d'une légère végétation, au nord-est de Litla Vardøyna, elle s'étend sur environ 1,362 km de longueur pour une largeur approximative de 800 m. 

## Histoire
Stora Vardøyna était probablement habitée avant la peste noire, mais est restée déserte pendant longtemps. La première source qui mentionne l'installation sur l'île date de 1522. En 1801, l'île compte 12 habitants et en 1900, 35. Au milieu du XXe siècle, l'école de l'île est fermée et l'exode s'accélère alors.
En 2011, il y avait un résident permanent sur l'île.